# Yazid Mansouri
Yazid Mansouri   (Revin, 25 de febrer de 1978) és un exfutbolista algerià de la dècada de 2000.
Fou internacional amb la selecció d'Algèria amb la qual participà en la Copa del Món de futbol de 2010.
Pel que fa a clubs, destacà a Le Havre AC, Coventry City F.C. i FC Lorient.